# Sōjirō Seta
(Sōjirō a Kenshin)
Sōjirō Seta (瀬田 宗次郎? Seta Sōjirō) è un personaggio fittizio tratto dal manga e dall'anime di Nobuhiro Watsuki, Kenshin samurai vagabondo. È stato eletto massimo rivale di Kenshin Himura con 1993 voti, dai lettori giapponesi di Kenshin.

## Storia
Sōjirō è il braccio destro di Shishio, nonché un assassino allenato dallo stesso Shishio. La particolarità di Sōjirō è quella di non provare emozioni, quindi non prova rabbia né paura nei confronti dei suoi avversari, suscitando le stesse sensazioni negli avversari che talvolta esitano ad attaccarlo.
Sōjirō è spesso sorridente e molto educato, riferendosi con appellativi formali verso chiunque. Generalmente Sōjirō è un ragazzo sarcastico che fa di tutto per nascondere le sue emozioni, tranne che con Yumi Komagata, la quale è una sorta di sorella maggiore.

### Prologo
Il sorriso costante sul volto di Sōjirō deriva dal suo tragico passato. Nato nella prefettura di Kanagawa, Sōjirō viene adottato da una famiglia di commercianti, che gli assegnano compiti infami e logoranti; qualsiasi errore o disattenzione commettesse, veniva punito severamente e picchiato. Sōjirō alzò così una barriera difensiva che consisteva nel sorridere sempre, sopportando le torture altrui e inducendoli a lasciarlo solo.
Una notte, Sōjirō incontra Shishio nel fienile, che si stava nascondendo dalla polizia. Shishio si accorge che il ragazzino è stato testimone dell'uccisione di alcuni poliziotti e sta per ammazzarlo, ma il sorriso del giovane lo fa rinunciare; Shishio decide di risparmiargli la vita in cambio di cibo e bende. Shishio insegna a Sōjirō che solo i più forti sopravvivono; con questo concetto nella mente e con la katana regalatagli dall'assassino, Sōjirō a soli otto anni stermina la famiglia, che aveva tentato di ucciderlo per consegnare Shishio alla polizia.

### L'incontro con Kenshin
Sōjirō fa la sua prima apparizione nel manga quando uccide Okubo, grazie alla sua super velocità. Successivamente incontra Kenshin Himura a Kyoto, dopo che questi ha battuto Senkaku. L'incontro è breve e termina con un pareggio che sa di vittoria per il ragazzo, che spezza la sakabato di Kenshin, ma allo stesso tempo rende la sua spada inutilizzabile. 
Kenshin e Sōjirō si danno quindi appuntamento alla base di Shishio dove concluderanno una volta per tutte il loro duello.
Quando Kenshin arriva alla Stanza dello spazio ridotto, nel nascondiglio di Shishio, Sōjirō è lì ad aspettarlo. Grazie alla sua velocità Sōjirō è in grado di evitare il Kuzu ryu sen di Kenshin, ma non l'Amakakeru Ryu no Hirameki, che consegna la vittoria a Himura. Durante lo scontro, per la prima volta dopo tanti anni, Sōjirō è sopraffatto dalle emozioni e decide di andare alla ricerca della verità da solo.
Come ultimo servigio da rendere a Shishio, chiede a Yumi di informare il loro capo sull'ultimo segreto di Kenshin.

## Poteri e abilità
Sōjirō è soprannominato da Shishio la Spada del cielo in quanto afferma che il suo innato talento nel kenjustu derivi proprio dal cielo; lo stile di scherma di Sōjirō non deriva da alcuna scuola particolare, ma si dimostra molto abile nella tecnica Batto (tecnica che prevede l'estrazione molto rapida della spada dal fodero, potendo virtualmente uccidere l'avversario con un solo colpo), quasi al livello di Kenshin.
Il secondo punto di forza di Sōjirō è la mancanza di sentimenti: a causa dei maltrattamenti che subiva da piccolo, Sōjirō inconsapevolmente sopprime tutti i suoi sentimenti violenti, quali rabbia o tristezza, ad eccezione della gioia; in questo modo spadaccini abilissimi come Kenshin o Saito non riescono in nessun modo a prevedere le sue mosse.
Il terzo e fondamentale punto di forza di Sōjirō è la velocità divina Shukuchi, una tecnica di corsa che gli consente di tenere il passo con una carrozza in accelerazione, o di muoversi talmente veloce da scomparire dalla vista dell'avversario; Sōjirō può raggiungere la massima velocità quasi istantaneamente e può muoversi in tutte le direzioni, perfino in verticale.
Sōjirō dichiara inoltre di non aver mai dato un nome alle sue tecniche, tranne allo Shuten Satsu (Mortale Istante Celeste): il colpo sembra essere una tecnica batto sferrata alla velocità Shukuchi, e Sōjirō afferma che essere colpiti da essa porta ad una morte istantanea.

## Retroscena
Nobuhiro Watsuki ha ammesso di essersi ispirato a Soji Okita degli Shinsengumi per creare il personaggio di Sōjirō. Infatti il suo nome è una storpiatura di quello di Okita, ma esclude che tra i due ci sia qualche relazione. Inoltre l'autore afferma di non essere del tutto soddisfatto di aver accorciato i capelli di Sōjirō rispetto a quelli di Okita, poiché a causa del suo sorriso eterno sembra effeminato.
Il fatto che Sōjirō Seta non abbia emozioni è basato sulla descrizione di Ryotaro Shiba su Soji Okita. Questo è stato uno degli aspetti più difficili da poter rendere nel disegno. Nonostante Okita sia morto giovane, Watsuki decide di non far morire il personaggio, ma di lasciarlo vagabondare alla ricerca della verità, per espiare le sue colpe legate agli omicidi commessi.